# Pamela Susan Shoop
Pamela Susan Shoop (Hollywood, 7 juni 1948) is een Amerikaanse karakteractrice in films en op televisie. Ze verscheen vaak in televisieseries gemaakt door Glen A. Larson. Ze is bekend van haar rol in de film Halloween II uit 1981 als verpleegster Karen Bailey.

## Biografie
Shoop is de dochter van actrice Julie Bishop en testpiloot Clarence A. Shoop, die een leidinggevende functie had bij Hughes Aircraft Company en commandant was van de California Air National Guard. Als generaal-majoor in de Tweede Wereldoorlog vloog hij de eerste fotografische verkenningsmissie boven Omaha Beach op D-Day.
Ze volgde een acteeropleiding aan de University of Southern California en aan Villa Mercede in Firenze waar ze in 1967 afstudeerde.
Op 15 november 1987 trouwde Shoop in Pacific Palisades met Terrance Sweeney, een voormalige jezuïetenpriester. Samen schreven ze het boek "What God Hath Joined".
Shoop werkt samen met liefdadigheidsorganisaties, waaronder Good Tidings, de National Charity League en Achievement Rewards for College Scientists.

## Carrière
Shoop had haar eerste toneelrol als enige vrouw in een productie van het stuk Generation, die op 30 januari 1968 in première ging in het Sombrero Playhouse in Phoenix (Arizona). Haar filmdebuut was in de kortfilm Frog Story. Shoops bekendste filmrol was in de horrorfilm Halloween II als verpleegster Karen Bailey.
Op televisie speelde Shoop in NBC's Return to Peyton Place als Alison MacKenzie Tate #2 van 1973 tot 1974, waarbij ze de rol overnam van Katherine Glass. Ze had de rol van Dorothy Carlyle in Galactica 1980 en verscheen in de pilootaflevering van Knight Rider ("Knight of the Phoenix") en later in de eerste aflevering van seizoen vier ("Knight of the Juggernaut"). Ze acteerde ook in de pilootaflevering van Magnum, P.I.
Andere gastoptredens zijn onder andere The Mod Squad, B. J. and the Bear, Buck Rogers in the 25th Century, Simon & Simon, Wonder Woman, The Incredible Hulk en Murder, She Wrote. Shoop's laatste rolvermelding was in een aflevering van Kung Fu: The Legend Continues uit 1996, maar ze blijft conventies bijwonen die verband houden met films waarin ze speelde. Ze verscheen in de dvd-release Halloween: 25 Years of Terror uit 2006.

## Boeken
- (en) Terrance A. Sweeney, Pamela Shoop Sweeney (1993). What God Hath Joined: the Real-Life Love Story that Shook the Catholic Church. Ballantine Books. ISBN 0-345-38203-X.